# Radulfo I de Besalú
Radulfo I de Besalú (c. 878 - 920) fue conde de Besalú (878-920). Hijo de Sunifredo I y hermano de Wifredo el Velloso, colaboró con él en el dominio de Besalú.

## Orígenes familiares
Hijo pequeño de Sunifredo I, conde de Barcelona (844-848), Osona, Besalú, Gerona, Narbona, Agde, Besiers, Lodeva, Magalona, Nimes, Cerdaña, Urgel y Conflent y hermano de Wifredo el Velloso. Su esposa fue Ridlinda, posiblemente hija de Alarico I de Empurias.

## Vida política
Primer conde hereditario del condado de Besalú, fue designado por su hermano, Wifredo el Velloso, conde de Barcelona, quien separó el pagus de Besalú del condado de Gerona y  encomendó el gobierno a su hermano Radulfo, a quien nombró conde de Besalú a condición de que, a su muerte, el condado tenía que pasar a manos de los descendentes de Wifredo. En efecto, a la muerte de Radulfo, entre 913 y 920, pasa a manos de Miró II de Cerdaña, hijo de Wifredo.

| Predecesor: - | Conde de Besalú 878-920 | Sucesor: Miro II |